# Février 2017 en sport
Pour des articles plus généraux, voir 2017 en sport et Février 2017.

## Février2017 en sport
- 3 : remise de la 3e partie du dossier de candidature pour les JO 2024.
- 4 février au 18 mars 2017 : Tournoi des Six Nations de rugby.
- 5 février : l'équipe du Cameroun remporte la Coupe d'Afrique des nations de football 2017.
- 6 au 19 : 44e édition des championnats du monde de ski alpin à Saint-Moritz en Suisse.
- 9 au 19 : 49e édition des Championnats du monde de biathlon à Hochfilzen en Autriche.